# 류지훈
류지훈 (1987년 1월 5일 ~)은 대한민국의 연극배우, 영화배우다.

## 드라마
- 넷플릭스 《무브 투 헤븐: 나는 유품정리사입니다》 (2021년) - 강은정의 아버지 역
- JTBC 《인간실격》 (2021년) - 종훈 역
- 디즈니+ 《파인: 촌뜨기들》 (2025년) - 젊은 오관석 역

## 영화
- 2019년 영화 《천문: 하늘에 묻는다》- 조서강
- 2022년 영화 《이상한 나라의 수학자》 - 국정원 요원1
- 2022년 영화 《올빼미》- 유생1
- 2024년 천만영화 《범죄도시4》- 이과장 (본작의 필리핀 파트의 백창기의 왼팔. 불법 온라인 도박 조직 황제 카지노의 관리자)

## 공연
- 대통령이 죽었다고? (2009) - 류형일 역
- 하나코 (2015~2016, 2017) - 오즈야마 역
- 천사여, 고향을 보라 (2016) - 룩 화렐 역
- 엘렉트라 (2018) - 코러스 역

## 오디오북
- 인간동물원초 (RESOUND 단편, 류지훈 낭독) (2020)
- 봉별기 (Resound단편) (2020)
- 미스터방 (Resound단편) (2020)